# Argia joergenseni
Argia joergenseni là một loài chuồn chuồn kim trong họ Coenagrionidae.
Argia joergenseni được Ris miêu tả khoa học năm 1913.